# Bigos

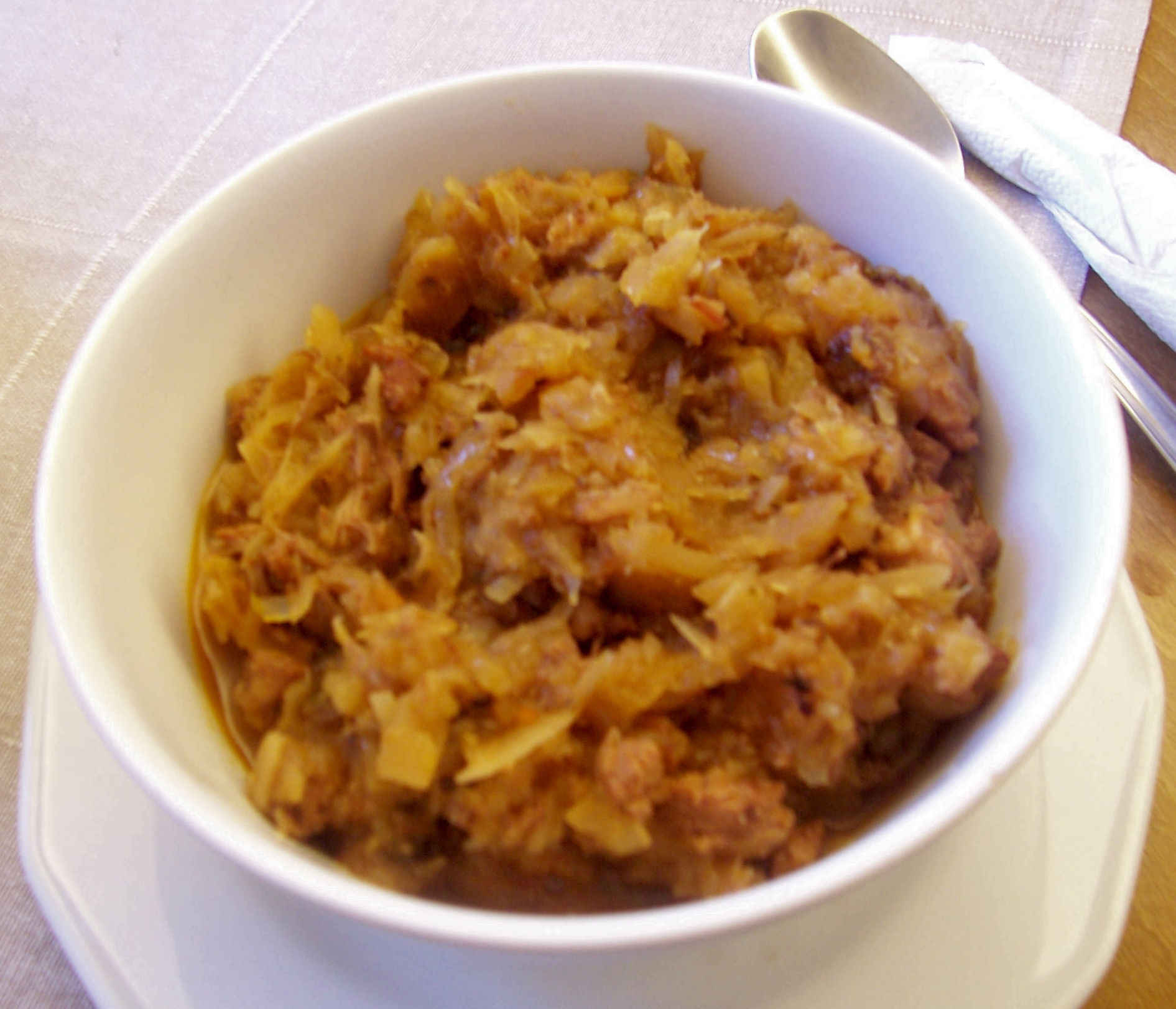
O porţie de bigos servită la restaurantul din Castelul Wawel

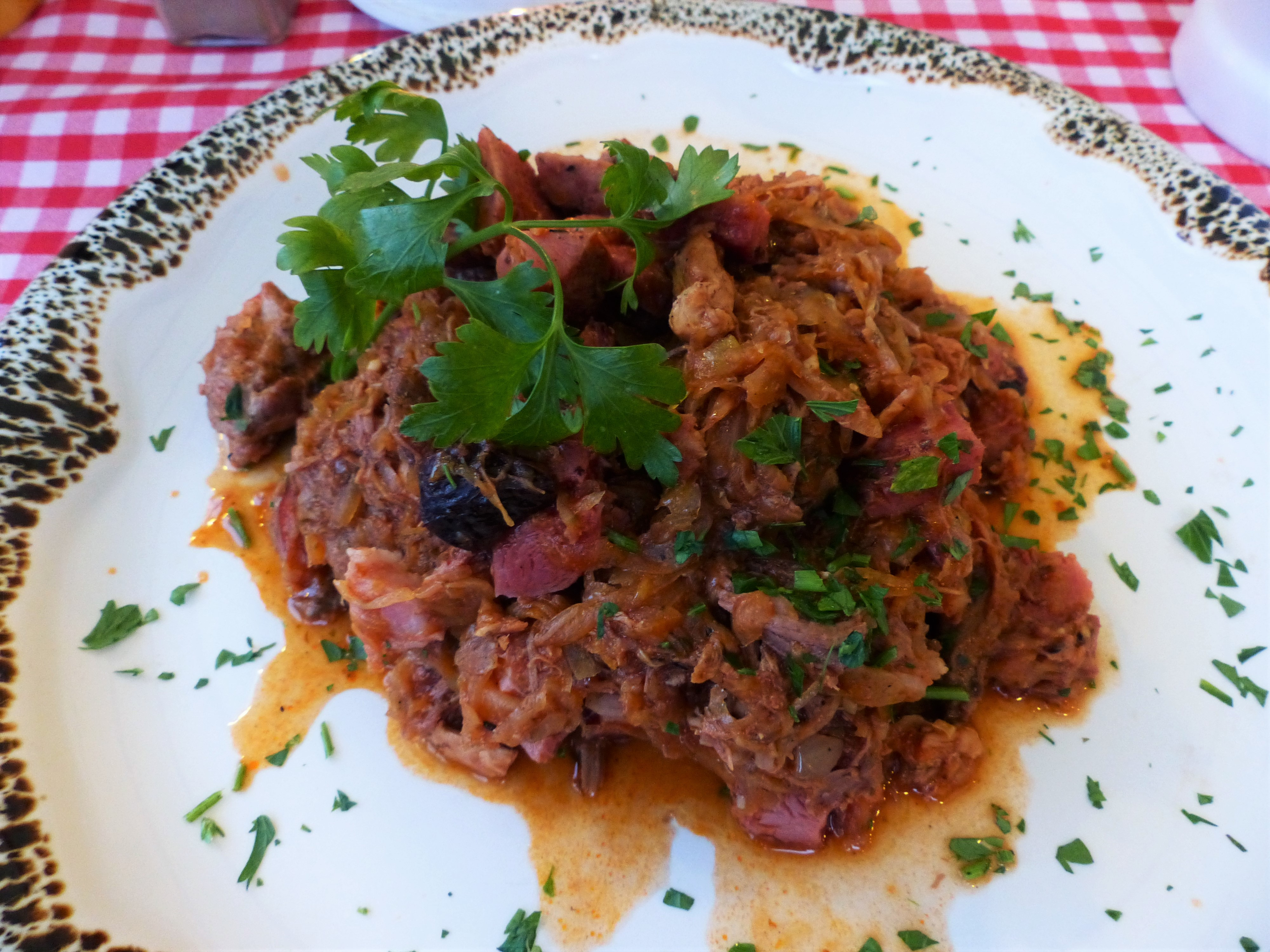
Bigos

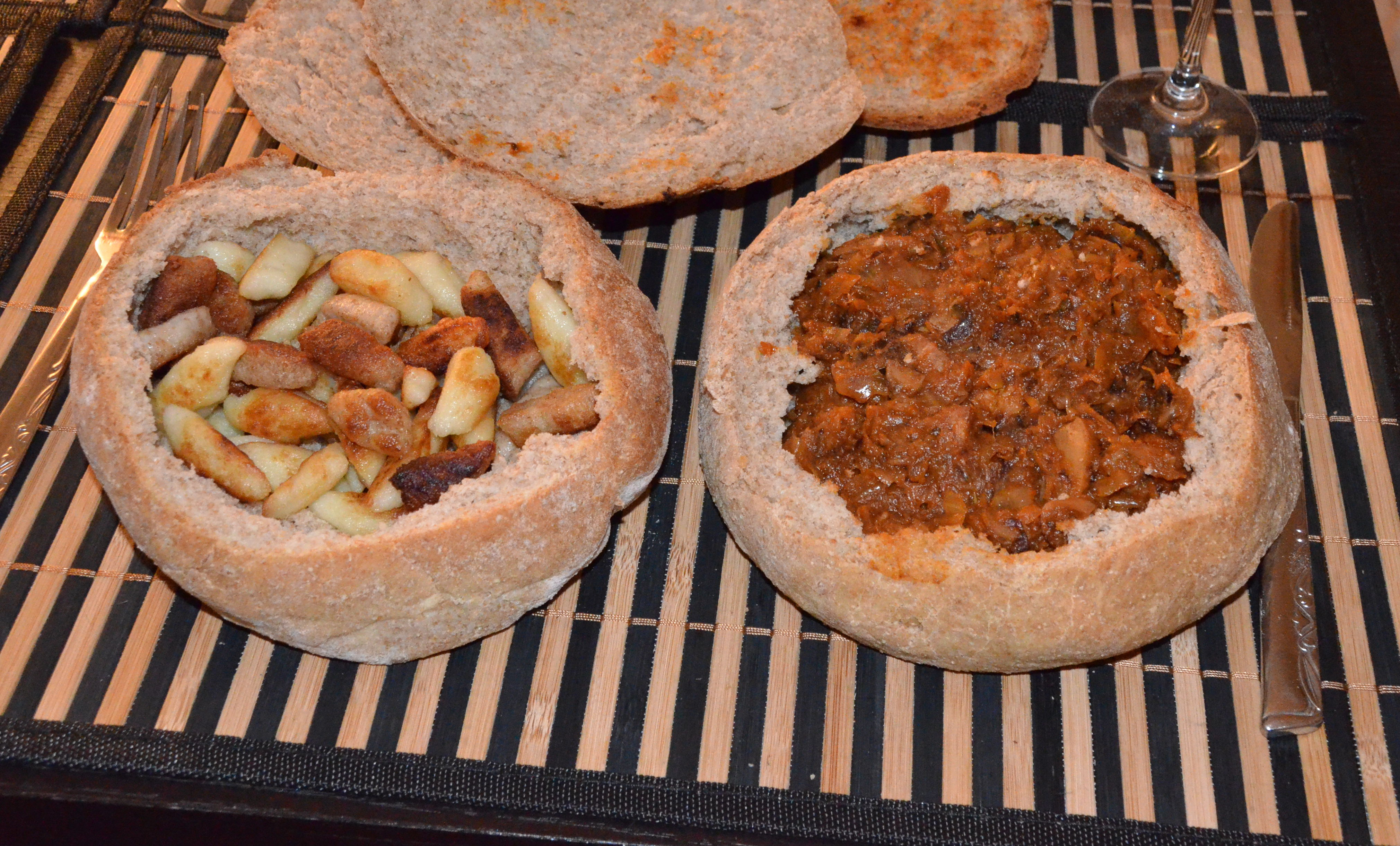
Bigos tradițional polonez cu garnitură Kopytka

Bigos [ˈbiɡɔs] este o tocană din varză acră, cu diferite tipuri de carne și cârnați precum și alte ingrediente diferite. Considerată ca un simbol al bucătăriei poloneze clasice, în special în Polonia ca fel de mâncare națională, este parte integrantă a bucătăriilor locale, mai mult decât atât, din motive istorice, și în Lituania, Belarus și (în special vestul) Ucraina.

## Etimologie
De unde vine numele felului de mâncare, este controversat. Există trei variante.

### Varianta 1: din italiană
O teorie spune, că „bigos” ar putea proveni din vechiul cuvânt italian bigutta, care înseamnă cazan sau oală de supă.

### Varianta 2: din latină
Cuvântul bigos poate veni din latină. Astfel ar fi trebuit să vină de la bigustus cu bi pentru doi și gustus pentru gust. Interpretare de la gusturile dulci și acre, care sunt combinate într-una. Eine andere Interpretation besagt, dass damit das Mischen von Sauerkraut und frischem Weißkohl gemeint sein könnte.

### Varianta 3: din germană
O presupunere larg răspândită este, că se datorează vechiului cuvânt german din secolul al XVI-lea Beiguss.  Ar trebui deci să vină de la acest cuvânt, pentru că în timpul gătitului trebuie să se adauge mereu lichid (udare).

## Fel de mâncare
Această tocană este făcută din carne și varză, neexistând o rețetă unică, de cele mai multe ori conține roșii, miere și ciuperci. Are foarte multe variante, rețeta poate varia de la familie la familie.
Elementul de bază al bigosului este varza acră. În bigos se pune cel puțin două feluri de mâncare: poate fi carne de porc (de obicei afumată), carne de vită, kiełbasa (cârnați polonez tradițional) și felii de șuncă și slănină.
Se servește de cele mai multe ori cu pâine cu secară, vodcă sau vin alb.
Mâncarea în Polonia se servește cu ocazia sărbătorilor de iarnă. Se prepară în cantități mari și se păstrează în frigul de afară. Încălzindu-l de mai multe ori, Bigosul capătă gust din ce în ce mai bun.

## Istoric
Deși istoricii consideră acest fel de mâncare mult mai vechi, bigos a fost menționat pentru prima dată în secolul al XV-lea. De atunci, a devenit populară în întreaga federație polono-lituaniană, cel mai probabil datorită perioadei lungi de valabilitate. Și totuși, nimeni nu știe exact de unde provine acest fel de mâncare, și, spre deosebire de alte feluri de mâncare tradiționale poloneze, nici nu au fost scrise rețete. Prin mărimea țării, a societății multiculturale și a preferințeölor diferite asociate, au apărut numeroase variante. Împărțirea Poloniei la sfârșitul secolului al XVIII-lea a contribuit și la faptul că nu a existat o rețetă comună.
Nici un alt fel de mâncare nu s-a găsit în atâtea poeme. De exemplu, în Pan Tadeusz:
„W kociołkach bigos grzano. W słowach wydać trudno. Bigosu smak przedziwny, kolor i woń cudną: Słów tylko brzęk usłyszy i rymów porządek; Ale treści ich miejski nie pojmie żołądek.”—Adam Mickiewicz, Pan Tadeusz
Conform unei alte legende mâncarea a apărut în timpul domniei regelui polon Vladislav al II-lea al Poloniei, care cu ocazia vânătorilor își servea invitații cu această mâncare..